# روشن اندروز
روشن اندروز (انگلیسی: Rosshan Andrrews؛ زادهٔ ۶ ژانویهٔ ۱۹۷۵) کارگردان فیلم اهل هند است.
وی کارگردان فیلم‌هایی همچون اتوبوس مدرسه و دفتر بوده‌است، اندروز همچنین برندهٔ جوایزی همچون جایزه فیلم‌فیر جنوب بهترین کارگردانی در سال ۲۰۰۶ شده‌است.